# فرانك فنتون
فرانك فنتون (بالإنجليزية: Frank Fenton)‏ هو كاتب سيناريو وممثل أمريكي، ولد في 9 أبريل 1906 بهارتفورد في الولايات المتحدة، وتوفي في 24 يوليو 1957 بلوس أنجلوس في الولايات المتحدة.

## أعمال

### أفلام
- (1946) إنها حياة رائعة[4]
- (1950) بورت أوف نيويورك

## وصلات خارجية
- فرانك فنتون على موقع IMDb (الإنجليزية)
- فرانك فنتون على موقع ألو سيني (الفرنسية)
- فرانك فنتون على موقع أول موفي (الإنجليزية)
- فرانك فنتون على موقع قاعدة بيانات برودواي على الإنترنت (الإنجليزية)
- فرانك فنتون على موقع قاعدة بيانات الأفلام السويدية (السويدية)
- فرانك فنتون على موقع إن إن دي بي (الإنجليزية)
- فرانك فنتون على موقع قاعدة بيانات الفيلم (الإنجليزية)
- فرانك فنتون على موقع كينوبويسك (الروسية)